# 霸機
霸機是指乘客應下機時卻拒絕離開機艙的行為。

## 緣由
一九九零年代起，台灣籍旅客常以霸機手段抗議，並影響國際航空進駐台灣航線並遭受制裁，而後中華民國交通部民用航空局於2002年修法，航空警察可依法執行公權力。

## 霸機的原由
乘客霸機的原因有很多，例如航班因故延遲起飛或不滿意服務態度，他們會霸佔飛機以期望得到航空公司的賠償或道歉。

## 霸機的影響
霸佔飛機會使飛機無法如期執行下一個任務，使航班延遲或取消，影響機場調度，更甚者會影響隔日的航班調度。此外霸機亦會延宕航機的檢修時間，對飛機的航行安全構成負面影響。

## 外部連結
- 霧搞飛機 1日2霸機（自由時報）
- 霸機有理？還是，台灣人又搞飛機！（光華雜誌）
- 補償細則遙遙無期 7月爆發300起乘客霸機事件（新華網）